# Crassomicrodus fulvescens
Crassomicrodus fulvescens är en stekelart som först beskrevs av Cresson 1865.  Crassomicrodus fulvescens ingår i släktet Crassomicrodus och familjen bracksteklar. Inga underarter finns listade i Catalogue of Life.